# Pöyrisjärvi
Pöyrisjärvi (nordsamiska: Bievrrašjávri) är en sjö i Finland. Den ligger i kommunen Enontekis i landskapet Lappland, i den norra delen av landet, 900 km norr om huvudstaden Helsingfors. Pöyrisjärvi ligger 417,8 meter över havet. Arean är 15,05 kvadratkilometer och strandlinjen är 39,4 kilometer lång. Sjön  ingår i Kemi älvs huvudavrinningsområde. 
Pöyrisjärvi ligger i Pöyrisjärvi ödemarksområde, som fått sitt namn av sjön. Vid sjön finns en sameby, med invånare en del av året. Sjön avvattnas genom Pöyrisjoki, som rinner ut i Vuontisjärvi, som i sin tur avvattnas av Vuontisjoki, en vänsterbiflod till Ounasjoki.